# Vienne
Vienne ( fransk udtale ?) er et fransk departement i regionen Nouvelle-Aquitaine. Hovedbyen er Poitiers, og departementet har 399.024 indbyggere (pr. 1999).
Der er 3 arrondissementer, 19 kantoner og 274 kommuner i Vienne. Departementen er opkaldet efter floden Vienne.
- Wikimedia Commons har flere filer relateret til Vienne

46°34′53″N 0°20′26″Ø / 46.5814°N 0.3406°Ø